# Raya
La raya ("linea" o "riga" in spagnolo) era il meridiano posto a 100 leghe a ovest delle Azzorre e delle isole di Capo Verde.
Fu istituita con la bolla papale Inter Caetera (1493), durante il papato di Alessandro VI (1492-1503). Passava nei pressi dell'attuale 46º meridiano e fu leggermente spostata verso occidente dopo il trattato di Tordesillas (1494) tra l'Impero spagnolo e l'Impero portoghese, dopo una serie di scontri fra le due potenze.
La raya serviva a regolare le rispettive sfere di espansione nelle scoperte di nuove terre sull'Atlantico, dall'Artico all'Antartico. Alla Spagna sarebbero toccate tutte le terre a ovest del meridiano, al Portogallo quelle a est.
La raya è riportata sul Planisfero di Cantino, conservato nella Biblioteca Estense di Modena.
Vi era anche una raya degli antipodi, che avrebbe dovuto suddividere le zone di influenza spagnole e portoghesi in Estremo Oriente.